# John Isner
John Robert Isner (* 26. April 1985 in Greensboro, North Carolina) ist ein ehemaliger US-amerikanischer Tennisspieler. In seiner bis 2023 andauernden Karriere gewann er 16 Einzel- und 8 Doppeltitel, darunter 6 Masters. 2018 erreichte er Platz 8 der Weltrangliste im Einzel. Im selben Jahr erzielte er mit dem Einzug ins Halbfinale von Wimbledon auch sein bestes Grand-Slam-Resultat.
Mit der Größe von 2,08 Metern gilt Isner als einer der besten Aufschläger der Tennisgeschichte. Mit 14.470 Assen hält Isner den Rekord für die meisten in einer Karriere erzielten Asse.

## Karriere

### 2003–2007: College Tennis
Isner spielte von 2003 bis 2007 College Tennis an der University of Georgia und gewann mit seiner Mannschaft 2007 die College-Mannschaftsmeisterschaften, nachdem Georgia bereits ein Jahr zuvor im Finale stand. Mit ihm als Führungsspieler verlor Georgia nur ein Match in den letzten 2 Jahren. Außerdem war Isner lange Zeit die Nummer 1 der ITA-Rangliste. Im College Tennis errang Isner 139 Einzelsiege. Damit ist er der erfolgreichste Spieler in der Geschichte der Universität von Georgia.
Sein größter Erfolg im Einzel war der Gewinn der ITA Men’s All-American Championships im Oktober 2005. Bei den NCAA Division I Tennis Championships, dem wichtigsten Turnier im College Tennis, gewann er nie im Einzel. Sein bestes Resultat war das Finale im Mai 2007, das er knapp gegen Somdev Devvarman verlor.
| Turnier                                                        | 2003/04 | 2004/05 | 2005/06 | 2006/07 |
| -------------------------------------------------------------- | ------- | ------- | ------- | ------- |
| ITA All-American Championships                                 | –       | VF      | S       | F       |
| ITA Indoor Championships                                       | –       | 1R      | HF      | 2R      |
| NCAA DI Championships                                          | –       | 2R      | 2R      | F       |
| Die Ergebnisse beziehen sich jeweils auf die Einzelkonkurrenz. |         |         |         |         |

### 2007–2008: Die Anfänge auf der World Tour
Im Sommer 2007 begann Isner seine Profilaufbahn auf der ATP-Tour. In seiner erst kurz andauernden Profikarriere konnte er bereits ein Challenger- und ein Future-Turnier gewinnen, die zweit- sowie drittklassige Turnierkategorie. Seinen größten Erfolg zu Anfang seiner Karriere erreichte er beim ATP-Turnier von Washington, D.C., bei dem er – aufgrund einer Rückenverletzung von Fernando González – mit einer Wildcard ausgestattet ins Hauptfeld gelangte. Obwohl er nur als Nummer 416 ins Turnier gestartet war, besiegte er nacheinander Tim Henman, Benjamin Becker, Wayne Odesnik, Tommy Haas und Gaël Monfils und erreichte das Endspiel, in welchem er mit 4:6, 6:7 Andy Roddick unterlag. Isners größte Stärke ist, aufgrund seiner Größe von 2,08 m, sein Aufschlag, mit dem er im Turnierverlauf 144 Asse schlug und auf dem Weg ins Finale alle seine Matches im Tie-Break des dritten Satzes gewann.
Durch diesen Erfolg schaffte er den Sprung auf Platz 193 der Weltrangliste. Darüber hinaus erhielt er für die nachfolgenden Turniere in Cincinnati und New Haven ebenfalls eine Wildcard, scheiterte aber in der ersten und zweiten Runde jeweils an David Ferrer. Bei den US Open erreichte Isner, nach Siegen über Jarkko Nieminen und Rik De Voest, die dritte Runde, in der er gegen die Nummer eins der Welt, Roger Federer, in vier Sätzen scheiterte. Er war nur einer von zwei Spielern, der im Turnierverlauf einen Satzgewinn gegen Federer verbuchen konnte. Im weiteren Saisonverlauf konnte Isner einige Erfolge bei Challenger-Turnieren feiern und beendete das Tennisjahr auf Position 107 der Weltrangliste.
Das Jahr 2008 verlief für Isner weniger erfolgreich. Bei allen vier Grand-Slam-Turnieren scheiterte er jeweils in der ersten Runde. Sein bestes Resultat auf der ATP Tour war das Erreichen des Viertelfinales in San José, wo er Florent Serra und Tommy Haas schlagen konnte. Er beendete das Jahr auf Platz 144.

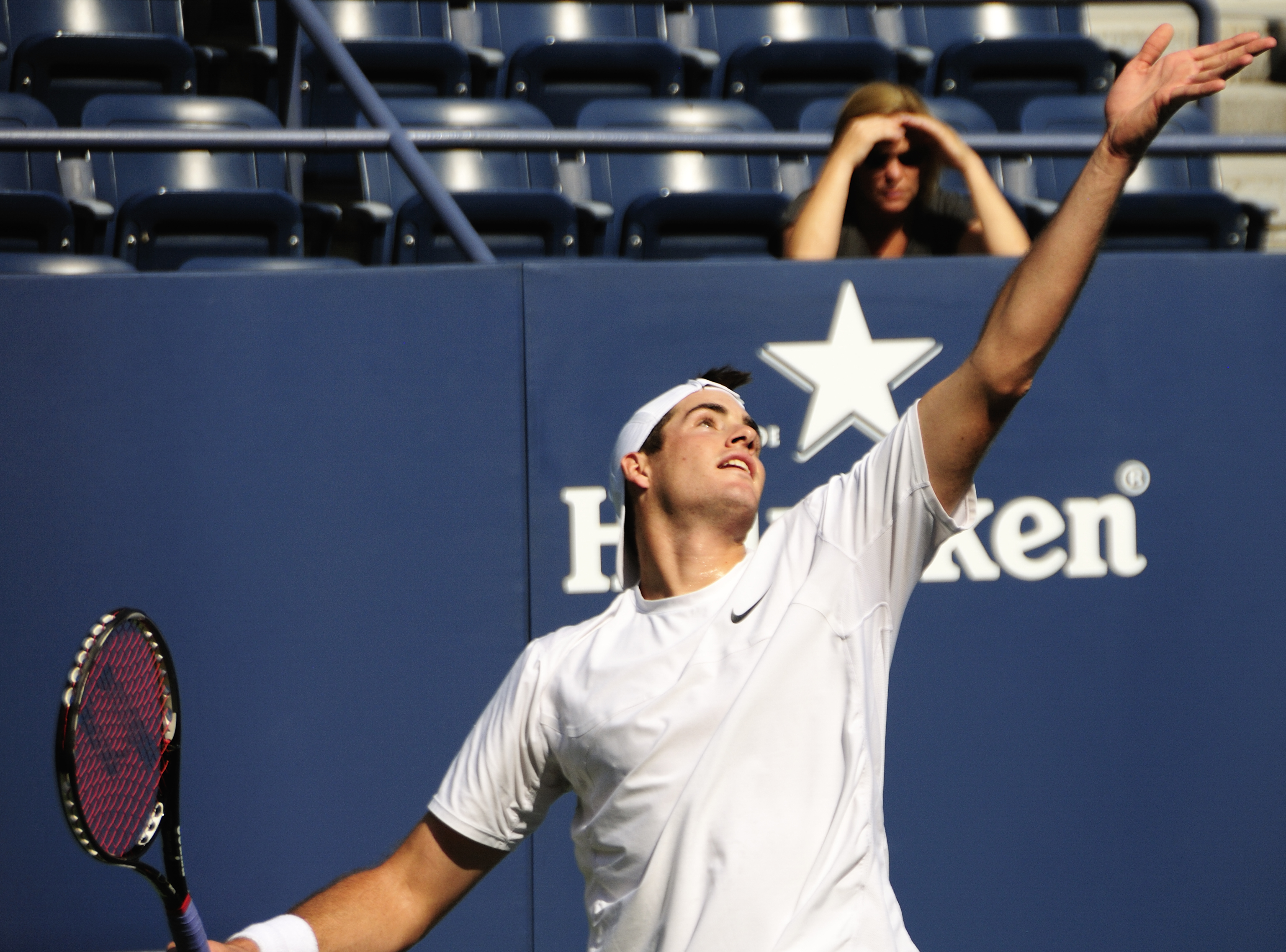
2009 bei den US Open

### 2009–2017: Durchbruch und Etablierung in den Top 20
Das Jahr 2009 war das bis dahin beste in der Karriere von John Isner. Er erreichte unter anderem die dritte Runde bei den Australian Open sowie die dritte Runde beim Masters in Indian Wells, wo er mit Gaël Monfils erstmals einen Top-10-Spieler schlagen konnte. Weitere Erfolge waren das Viertelfinale in Houston, die zweite Runde bei den Masters in Montreal und Washington sowie das Achtelfinale bei den US Open, wo er unter anderem Andy Roddick im Tie-Break des fünften Satzes besiegte und erst gegen Fernando Verdasco in vier Sätzen verlor. Bei den Grand-Slam-Turnieren von Wimbledon und Roland Garros konnte er aufgrund einer Infektion mit dem Pfeifferschem Drüsenfieber nicht teilnehmen. Er beendete das Jahr 2009 auf Position 34 der Weltrangliste.
Ins Tennisjahr 2010 startete Isner mit seinem ersten Turniersieg auf der ATP Tour. Beim Turnier von Auckland gewann er das Finale gegen Arnaud Clément mit 6:3, 5:7, 7:6. Bei den Australian Open erreichte er das Achtelfinale, in dem er dem starken Briten Andy Murray in drei Sätzen mit 6:7, 3:6 und 2:6 unterlag. Im Februar gewann er seinen zweiten Titel im Doppel an der Seite von Sam Querrey in Memphis mit 6:4 und 6:4.

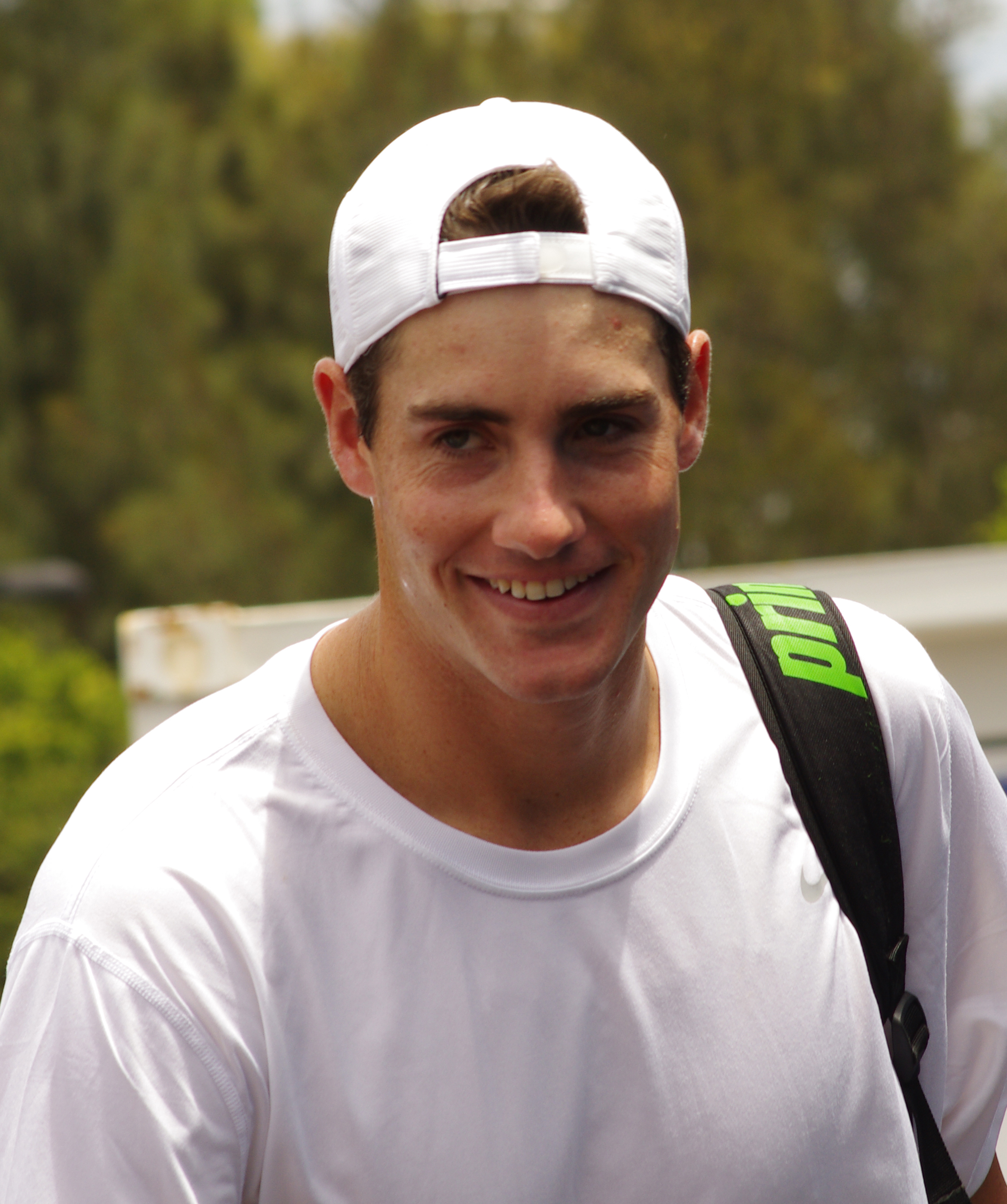
2012

Im März 2012 besiegte Isner im Halbfinale des Masters-Turniers in Indian Wells überraschend den Weltranglistenersten Novak Đoković in drei Sätzen mit 7:6, 3:6 und 7:6. Im Finale traf er auf Roger Federer, welchem er mit 6:7, 3:6 unterlag. In der Weltrangliste schaffte er durch diesen Finaleinzug erstmals den Vorstoß in die Top 10. Kurz darauf zog er beim Turnier in Houston abermals in ein ATP-Finale ein. Gegen Juan Mónaco verlor er zwar in drei Sätzen, die Finalteilnahme beförderte ihn auf Position neun in der Weltrangliste. Bei den Grand-Slam-Turnieren schied er jeweils früh aus. Er gewann in diesem Jahr noch zwei weitere Turniere, nämlich in Houston und Winston-Salem. Er beendete das Jahr auf Weltranglistenplatz 14.
An den Australian Open 2013 nahm er aufgrund einer Knieverletzung nicht teil. In Houston konnte er seinen ersten Titel auf Sand gewinnen. Bei den French Open verlor er in der dritten Runde in fünf Sätzen gegen Tommy Haas. In Wimbledon war Isner erneut verletzt und musste in der zweiten Runde gegen Adrian Mannarino aufgeben. Anschließend gewann er erneut das Turnier von Atlanta; im Finale hatte er gegen Kevin Anderson mit 6:7, 7:6, 7:6 die Überhand. Er erreichte weitere Finals: er verlor das Finale in Washington, D.C. gegen Juan Martín del Potro und das Endspiel in Cincinnati gegen Rafael Nadal. Zuvor schlug er in diesem Turnier Milos Raonic, Novak Đoković und Juan Martín del Potro. Bei den US Open schied er nach einer Niederlage gegen Philipp Kohlschreiber in der dritten Runde aus. Das Jahr schloss Isner erneut auf Platz 14 der Rangliste ab.
2014 begann Isner erfolgreich mit seinem zweiten Turniersieg in Auckland, er schlug im Finale Lu Yen-hsun 7:6, 7:6. Bei den Australian Open schied er in der ersten Runde gegen Martin Kližan aus.
Beim ersten Masters in Indian Wells erreichte er wie im Vorjahr das Halbfinale, welches er gegen Novak Đoković in drei Sätzen verlor. Bei den French Open schied er im Achtelfinale gegen Tomáš Berdych aus, in Wimbledon war in der dritten Runde gegen Feliciano López Schluss. Danach gewann er zum zweiten Mal in Atlanta; das Finale gewann er gegen Dudi Sela mit 6:3, 6:4. Bei den US Open schied er erneut gegen Philipp Kohlschreiber aus. Das Tennisjahr konnte er auf Platz 19 beenden.
2015 kam der US-Amerikaner nicht gut in die Saison, in Melbourne schied er in der dritten Runde gegen Gilles Müller aus. In Miami konnte Isner das erste Halbfinale des Jahres erreichen, das er erneut gegen Đoković verlor, zuvor besiegte er Grigor Dimitrow, Milos Raonic und Kei Nishikori. In Paris verlor er in der zweiten Runde gegen den Franzosen Jérémy Chardy. In Wimbledon erreichte er die dritte Runde, wo er Marin Čilić in fünf Sätzen und nach über zwei Tagen unterlag. Das Turnier von Atlanta gewann er bereits zum dritten Mal, er bezwang im Finale Marcos Baghdatis mit 6:3, 6:3. Dieser Sieg bedeutete den zehnten Titel der Karriere. Bei den US Open konnte er das Achtelfinale erreichen, verlor dieses jedoch in drei Sätzen gegen Roger Federer. Beim Masters in Paris konnte er Federer bezwingen, schied dann aber im Viertelfinale gegen David Ferrer aus. Die Saison konnte er auf dem elften Platz der Weltrangliste beenden.
2016 schied er bei den Australian Open im Achtelfinale gegen Ferrer aus. Bei den French Open schied Isner ebenfalls im Achtelfinale gegen den späteren Finalisten Andy Murray aus. Auch in den weiteren Turnieren verlor er oft früh, so wie in Wimbledon, als er in der dritten Runde nach einem langen Match Jo-Wilfried Tsonga unterlag. In Atlanta konnte er wiederum das Finale erreichen, dieses verlor er diesmal gegen Nick Kyrgios. Die Olympischen Spiele 2016 ließ er aus. Bei den US Open verlor er in der dritten Runde gegen Kyle Edmund. Gemeinsam mit Jack Sock im Doppel gewann er das Masters in Shanghai. Später erreichte er das Finale des Masters in Paris, dort unterlag Isner Andy Murray in drei Sätzen. Das Jahr beendete er auf Platz 19 der Weltrangliste. 2017 kam er bei allen Grand Slams nicht über die dritte Runde hinaus. Beim Masters in Rom verlor er im Halbfinale gegen den späteren Sieger Alexander Zverev. In Newport gewann Isner den ersten Titel der Saison, im Finale besiegte er Matthew Ebden mit 6:3, 7:6. In Atlanta konnte er mit einem 7:6, 7:6 über Ryan Harrison erneut triumphieren. Die Saison beendete Isner auf Platz 17.

### 2018–2023: Erster Masters-Titel und Grand-Slam-Halbfinale
Das Jahr 2018 begann für Isner schlecht mit dem Aus in der ersten Runde der Australian Open. Mit Jack Sock konnte er anschließend erneut ein Masters im Doppel gewinnen, nämlich das Turnier von Indian Wells. In Miami gewann er kurze Zeit später zum ersten Mal ein Masters im Einzel, nachdem er im Finale Alexander Zverev mit 6:7, 6:4, 6:4 besiegen konnte. Bei den French Open schied er im Achtelfinale aus. In Wimbledon erreichte Isner sein erstes Grand-Slam-Halbfinale seiner Karriere. Das verlor er gegen Kevin Anderson nach über sechs Stunden Spielzeit mit 7:6, 6:7, 6:7, 6:4, 24:26. Es war damit das längste Grand-Slam-Match-Halbfinale der Geschichte sowie das drittlängste Match der Tennisgeschichte. Danach konnte er zum fünften Mal das Turnier in Atlanta gewinnen, im Finale setzte er sich mit 5:7, 6:3, 6:4 gegen Ryan Harrison durch, gegen den er an gleicher Stelle im Vorjahr verloren hatte. Im Juli erreichte er mit Rang 8 seine beste Platzierung in der Weltrangliste. Bei den US Open verlor Isner im Viertelfinale in vier Sätzen gegen Juan Martín del Potro. In dieser Saison qualifizierte er sich erstmals für die ATP Finals, war dort allerdings gegen Novak Đoković, Alexander Zverev und Marin Čilić mit drei Niederlagen chancenlos. Damit beendete er die Saison auf dem zehnten Rang, seinem bisher besten Resultat zum Saisonende. In der Saison 2019 war Isner weniger erfolgreich, seinen einzigen Titel holte er in Newport, es war sein vierter Sieg bei diesem Turnier. Beim Masters in Miami verpasste er die Titelverteidigung, er unterlag im Finale Roger Federer deutlich in zwei Sätzen.
Am 1. Juli 2022 schlug er in Wimbledon gegen Jannik Sinner sein 13729. Ass und stellte damit einen Weltrekord auf, den zuvor Ivo Karlović hielt. In seiner Karriere schlug er insgesamt 14.470 Asse. Nach seiner Zweitrundenniederlage bei den US Open 2023 beendete Isner wie vorher angekündigt seine Karriere.

## Persönliches und Kurioses
Isner studierte speech communication an der University of Georgia und hat zwei ältere Brüder.
Nach seinem Sieg über Tommy Haas verlangte der Deutsche scherzhaft eine Größenbeschränkung für ATP-Spieler. Isner ist mit 2,08 m Körpergröße nach dem Kroaten Ivo Karlović der zweitgrößte Spieler auf der ATP-Tour.
Am 24. Juni 2010 stellten Isner und der Franzose Nicolas Mahut beim Erstrundenspiel in Wimbledon einen historischen Rekord auf. Erst nach einer Gesamtspielzeit von elf Stunden und fünf Minuten war das Match zugunsten von Isner entschieden. Der entscheidende fünfte Satz allein dauerte über acht Stunden an und endete 70:68. Begonnen hatte die Partie bereits am 22. Juni. Wegen einbrechender Dunkelheit war sie jedoch zweimal – nach dem vierten sowie beim Stand von 59:59 im fünften Satz – unterbrochen worden. Nicht nur in der Länge, sondern auch in der Zahl der Asse stellte das Spiel neue Rekorde auf: Isner gelangen 113, Mahut 103 Asse. Nie zuvor hatte ein Spieler in einem Match eine dreistellige Anzahl von Assen erreicht.
2011 trafen beide erneut in der ersten Runde in Wimbledon aufeinander. Diesmal war das Spiel in drei Sätzen entschieden: Isner gewann mit 7:6 (7:4), 6:2 und 7:6 (8:6).
Am 13. Juli 2018 bestritt Isner auch das zweitlängste Wimbledon-Match der Geschichte. In einer Spielzeit von 6:36 Stunden und fünf Sätzen (6:7 (6:8), 7:6 (7:5), 7:6 (11:9), 4:6, 24:26) verlor er gegen Kevin Anderson im zugleich längsten Halbfinale des Turniers. Damit hält er den Rekord für das längste und viertlängste Match der Tennisgeschichte.
Am 6. März 2016 schlug Isner in seiner Davis-Cup-Partie gegen Bernard Tomic mit 253 km/h auf, womit ihm der schnellste gemessene Aufschlag oberhalb der Challenger-Tour-Ebene gelang. Zuvor hatte Ivo Karlović (251,4 km/h) den Rekord gehalten. Den Rekord des schnellsten Aufschlags hält Samuel Groth mit 263 km/h, den er auf der Challenger Tour aufstellte.
Am 12. Februar 2022 stellte er zusammen mit Reilly Opelka in Dallas den Rekord für den bis dato längsten Tie-Break seit Beginn der ATP auf. Isner verlor den zweiten Satz im Tiebreak mit 22:24 und damit gleichzeitig die Partie gegen Opelka.
Im Dezember 2017 heiratete er seine langjährige Freundin Madison McKinley.

## Erfolge
| Legende (Anzahl der Siege)                           |
| Grand Slam                                           |
| Tennis Masters Cup                                   |
| ATP Masters Series ATP World Tour Masters 1000 (6)   |
| ATP International Series Gold ATP World Tour 500 (1) |
| ATP International Series ATP World Tour 250 (17)     |
| ATP Challenger Tour (5)                              |

| ATP-Titel nach Belag |
| Hartplatz (17)       |
| Sand (2)             |
| Rasen (5)            |

### Einzel

#### Turniersiege

##### ATP World Tour
| Nr. | Datum           | Turnier           | Belag     | Finalgegner       | Ergebnis         |
| --- | --------------- | ----------------- | --------- | ----------------- | ---------------- |
| 1.  | 16. Januar 2010 | Auckland (1)      | Hartplatz | Arnaud Clément    | 6:3, 5:7, 7:62   |
| 2.  | 10. Juli 2011   | Newport (1)       | Rasen     | Olivier Rochus    | 6:3, 7:66        |
| 3.  | 27. August 2011 | Winston-Salem (1) | Hartplatz | Julien Benneteau  | 4:6, 6:3, 6:4    |
| 4.  | 15. Juli 2012   | Newport (2)       | Rasen     | Lleyton Hewitt    | 7:61, 6:4        |
| 5.  | 25. August 2012 | Winston-Salem (2) | Hartplatz | Tomáš Berdych     | 3:6, 6:4, 7:69   |
| 6.  | 14. April 2013  | Houston           | Sand      | Nicolás Almagro   | 6:3, 7:5         |
| 7.  | 28. Juli 2013   | Atlanta (1)       | Hartplatz | Kevin Anderson    | 6:73, 7:62, 7:62 |
| 8.  | 11. Januar 2014 | Auckland (2)      | Hartplatz | Lu Yen-hsun       | 7:64, 7:67       |
| 9.  | 28. Juli 2014   | Atlanta (2)       | Hartplatz | Dudi Sela         | 6:3, 6:4         |
| 10. | 2. August 2015  | Atlanta (3)       | Hartplatz | Marcos Baghdatis  | 6:3, 6:3         |
| 11. | 23. Juli 2017   | Newport (3)       | Rasen     | Matthew Ebden     | 6:3, 7:64        |
| 12. | 30. Juli 2017   | Atlanta (4)       | Hartplatz | Ryan Harrison     | 7:66, 7:67       |
| 13. | 1. April 2018   | Miami             | Hartplatz | Alexander Zverev  | 6:74, 6:4, 6:4   |
| 14. | 29. Juli 2018   | Atlanta (5)       | Hartplatz | Ryan Harrison     | 5:7, 6:3, 6:4    |
| 15. | 21. Juli 2019   | Newport (4)       | Rasen     | Alexander Bublik  | 7:62, 6:3        |
| 16. | 1. August 2021  | Atlanta (6)       | Hartplatz | Brandon Nakashima | 7:68, 7:5        |

##### ATP Challenger Tour
| Nr. | Datum              | Turnier     | Belag     | Finalgegner    | Ergebnis       |
| --- | ------------------ | ----------- | --------- | -------------- | -------------- |
| 1.  | 29. Juli 2007      | Lexington   | Hartplatz | Brian Wilson   | 6:79, 6:3, 6:4 |
| 2.  | 28. September 2008 | Lubbock     | Hartplatz | Frank Dancevic | 7:62, 4:6, 6:2 |
| 3.  | 25. April 2009     | Tallahassee | Hartplatz | Donald Young   | 7:5, 6:4       |

#### Finalteilnahmen
| Nr. | Datum            | Turnier              | Belag         | Finalgegner           | Ergebnis          |
| --- | ---------------- | -------------------- | ------------- | --------------------- | ----------------- |
| 1.  | 5. August 2007   | Washington, D.C. (1) | Hartplatz     | Andy Roddick          | 4:6, 6:74         |
| 2.  | 21. Februar 2010 | Memphis              | Hartplatz (i) | Sam Querrey           | 7:63, 6:75, 3:6   |
| 3.  | 9. Mai 2010      | Belgrad              | Sand          | Sam Querrey           | 6:3, 6:74, 4:6    |
| 4.  | 25. Juli 2010    | Atlanta (1)          | Hartplatz     | Mardy Fish            | 6:4, 4:6, 6:74    |
| 5.  | 24. Juli 2011    | Atlanta (2)          | Hartplatz     | Mardy Fish            | 6:3, 6:76, 2:6    |
| 6.  | 18. März 2012    | Indian Wells         | Hartplatz     | Roger Federer         | 6:77, 3:6         |
| 7.  | 15. April 2012   | Houston (1)          | Sand          | Juan Mónaco           | 2:6, 6:3, 3:6     |
| 8.  | 4. August 2013   | Washington, D.C. (2) | Hartplatz     | Juan Martín del Potro | 6:3, 1:6, 2:6     |
| 9.  | 18. August 2013  | Cincinnati           | Hartplatz     | Rafael Nadal          | 6:78, 6:73        |
| 10. | 9. August 2015   | Washington, D.C. (3) | Hartplatz     | Kei Nishikori         | 6:4, 4:6, 4:6     |
| 11. | 7. August 2016   | Atlanta (3)          | Hartplatz     | Nick Kyrgios          | 6:73, 6:74        |
| 12. | 6. November 2016 | Paris                | Hartplatz (i) | Andy Murray           | 3:6, 7:64, 4:6    |
| 13. | 31. März 2019    | Miami                | Hartplatz     | Roger Federer         | 1:6, 4:6          |
| 14. | 10. April 2022   | Houston (2)          | Sand          | Reilly Opelka         | 3:6, 6:77         |
| 15. | 12. Februar 2023 | Dallas               | Hartplatz (i) | Wu Yibing             | 7:64, 6:73, 6:712 |

### Doppel

#### Turniersiege

##### ATP World Tour
| Nr. | Datum            | Turnier          | Belag     | Partner           | Finalgegner                              | Ergebnis         |
| --- | ---------------- | ---------------- | --------- | ----------------- | ---------------------------------------- | ---------------- |
| 1.  | 7. Juli 2008     | Newport          | Rasen     | Mardy Fish        | Rohan Bopanna Aisam-ul-Haq Qureshi       | 6:4, 7:61        |
| 2.  | 21. Februar 2010 | Memphis          | Hartplatz | Sam Querrey       | Ross Hutchins Jordan Kerr                | 6:4, 6:4         |
| 3.  | 15. Mai 2011     | Rom              | Sand      | Sam Querrey       | Mardy Fish Andy Roddick                  | kampflos         |
| 4.  | 16. Oktober 2016 | Shanghai         | Hartplatz | Jack Sock         | Henri Kontinen John Peers                | 6:4, 6:4         |
| 5.  | 18. März 2018    | Indian Wells (1) | Hartplatz | Jack Sock         | Bob Bryan Mike Bryan                     | 7:64, 7:62       |
| 6.  | 24. Juli 2021    | Los Cabos        | Hartplatz | Hans Hach Verdugo | Hunter Reese Sem Verbeek                 | 5:7, 6:2, [10:4] |
| 7.  | 19. März 2022    | Indian Wells (2) | Hartplatz | Jack Sock         | Santiago González Édouard Roger-Vasselin | 7:64, 6:3        |
| 8.  | 2. April 2022    | Miami            | Hartplatz | Hubert Hurkacz    | Wesley Koolhof Neal Skupski              | 7:65, 6:4        |

##### ATP Challenger Tour
| Nr. | Datum            | Turnier    | Belag         | Partner        | Finalgegner                           | Ergebnis          |
| --- | ---------------- | ---------- | ------------- | -------------- | ------------------------------------- | ----------------- |
| 1.  | 21. Oktober 2007 | Calabasas  | Hartplatz     | Brian Wilson   | Robert Kendrick Cecil Mamiit          | 7:610, 4:6 [10:8] |
| 2.  | 4. November 2007 | Louisville | Hartplatz (i) | Travis Parrott | Richard Bloomfield Michael Ryderstedt | 6:4, 6:4          |

#### Finalteilnahmen
| Nr. | Datum           | Turnier      | Belag     | Partner           | Finalgegner               | Ergebnis           |
| --- | --------------- | ------------ | --------- | ----------------- | ------------------------- | ------------------ |
| 1.  | 2. Mai 2010     | Rom          | Sand      | Sam Querrey       | Bob Bryan Mike Bryan      | 2:6, 3:6           |
| 2.  | 10. April 2011  | Houston      | Sand      | Sam Querrey       | Bob Bryan Mike Bryan      | 7:64, 2:6, [5:10]  |
| 3.  | 17. März 2012   | Indian Wells | Hartplatz | Sam Querrey       | Marc López Rafael Nadal   | 2:6, 6:73          |
| 4.  | 5. März 2017    | Acapulco     | Hartplatz | Feliciano López   | Jamie Murray Bruno Soares | 3:6, 3:6           |
| 5.  | 8. Oktober 2017 | Peking       | Hartplatz | Jack Sock         | Henri Kontinen John Peers | 3:6, 6:3, [7:10]   |
| 6.  | 15. Mai 2022    | Rom          | Sand      | Diego Schwartzman | Nikola Mektić Mate Pavić  | 2:6, 7:66, [10:12] |

## Statistik

### Einzel
| Turnier                      | 2023              | 2022              | 2021              | 2020              | 2019              | 2018              | 2017              | 2016              | 2015              | 2014              | 2013              | 2012              | 2011              | 2010              | 2009              | 2008              | 2007              | 2006              | 2005              | Gesamt  |
| ---------------------------- | ----------------- | ----------------- | ----------------- | ----------------- | ----------------- | ----------------- | ----------------- | ----------------- | ----------------- | ----------------- | ----------------- | ----------------- | ----------------- | ----------------- | ----------------- | ----------------- | ----------------- | ----------------- | ----------------- | ------- |
| Australian Open              | 1R                | 1R                | –                 | 3R                | 1R                | 1R                | 2R                | AF                | 3R                | 1R                | –                 | 3R                | 3R                | AF                | 1R                | 1R                | –                 | –                 | –                 | 0       |
| French Open                  | 1R                | 3R                | 3R                | 2R                | –                 | AF                | 3R                | AF                | 2R                | AF                | 3R                | 2R                | 1R                | 3R                | –                 | 1R                | –                 | –                 | –                 | 0       |
| Wimbledon                    | 1R                | 3R                | 1R                | n. a.             | 2R                | HF                | 2R                | 3R                | 3R                | 3R                | 2R                | 1R                | 2R                | 2R                | –                 | 1R                | –                 | –                 | –                 | 0       |
| US Open                      | 2R                | 2R                | 1R                | 1R                | 3R                | VF                | 3R                | 3R                | AF                | 3R                | 3R                | 3R                | VF                | 3R                | AF                | 1R                | 3R                | –                 | –                 | 0       |
| ATP Finals                   | –                 | –                 | –                 | –                 | –                 | RR                | –                 | –                 | –                 | –                 | –                 | –                 | –                 | –                 | –                 | –                 | –                 | –                 | –                 | 0       |
| Indian Wells Masters         | 1R                | AF                | 3R                | n. a.             | AF                | 2R                | 3R                | AF                | AF                | HF                | 2R                | F                 | 3R                | AF                | AF                | 2R                | –                 | –                 | –                 | 0       |
| Miami Masters                | 1R                | 2R                | AF                | n. a.             | F                 | S                 | 3R                | 2R                | HF                | AF                | 3R                | 3R                | AF                | 3R                | 2R                | 1R                | –                 | –                 | –                 | 1       |
| Monte Carlo Masters          | –                 | –                 | –                 | n. a.             | –                 | –                 | –                 | –                 | AF                | –                 | 1R                | –                 | –                 | –                 | –                 | –                 | –                 | –                 | –                 | 0       |
| Madrid Masters               | –                 | 2R                | VF                | n. a.             | –                 | VF                | –                 | –                 | VF                | AF                | 2R                | 2R                | 2R                | AF                | –                 | –                 | –                 | –                 | –                 | 0       |
| Rom Masters                  | –                 | 2R                | –                 | –                 | –                 | 2R                | HF                | –                 | AF                | 1R                | 1R                | 2R                | 1R                | 2R                | –                 | –                 | –                 | –                 | –                 | 0       |
| Hamburg Masters1             | nicht ausgetragen | nicht ausgetragen | nicht ausgetragen | nicht ausgetragen | nicht ausgetragen | nicht ausgetragen | nicht ausgetragen | nicht ausgetragen | nicht ausgetragen | nicht ausgetragen | nicht ausgetragen | nicht ausgetragen | nicht ausgetragen | nicht ausgetragen | nicht ausgetragen | –                 | –                 | –                 | –                 | 0       |
| Kanada Masters               | –                 | –                 | HF                | n. a.             | 2R                | AF                | 1R                | 2R                | VF                | 1R                | 1R                | HF                | 2R                | –                 | 2R                | –                 | –                 | –                 | –                 | 0       |
| Cincinnati Masters           | 1R                | VF                | 3R                | 3R                | 2R                | 1R                | HF                | 2R                | 1R                | AF                | F                 | –                 | 1R                | 2R                | 2R                | 2R                | 1R                | –                 | –                 | 0       |
| Shanghai Masters             | –                 | nicht ausgetragen | nicht ausgetragen | nicht ausgetragen | 3R                | –                 | AF                | 1R                | AF                | AF                | 2R                | AF                | –                 | 2R                | 1R                | nicht ausgetragen | nicht ausgetragen | nicht ausgetragen | nicht ausgetragen | 0       |
| Paris Masters                | –                 | 2R                | –                 | –                 | 2R                | 3R                | HF                | F                 | VF                | 2R                | AF                | 2R                | HF                | 2R                | 2R                | –                 | –                 | –                 | –                 | 0       |
| Olympische Spiele            | n. a.             | n. a.             | –                 | nicht ausgetragen | nicht ausgetragen | nicht ausgetragen | nicht ausgetragen | –                 | nicht ausgetragen | nicht ausgetragen | nicht ausgetragen | VF                | nicht ausgetragen | nicht ausgetragen | nicht ausgetragen | –                 | nicht ausgetragen | nicht ausgetragen | nicht ausgetragen | 0       |
| Davis Cup                    | –                 | –                 | RR                | n. a.             | –                 | HF                | VF                | VF                | PO                | PO                | VF                | HF                | VF                | PO                | –                 | –                 | –                 | –                 | –                 | 0       |
| Turnierteilnahmen4           | 14                | 16                | 12                | 7                 | 18                | 22                | 23                | 21                | 25                | 23                | 24                | 21                | 22                | 21                | 18                | 19                | 5                 | 0                 | 0                 | 308     |
| Erreichte Finals             | 1                 | 1                 | 1                 | 0                 | 2                 | 2                 | 2                 | 2                 | 2                 | 2                 | 4                 | 4                 | 3                 | 4                 | 0                 | 0                 | 1                 | 0                 | 0                 | 31      |
| Gewonnene Einzel-Titel       | 0                 | 0                 | 1                 | 0                 | 1                 | 2                 | 2                 | 0                 | 1                 | 2                 | 2                 | 2                 | 2                 | 1                 | 0                 | 0                 | 0                 | 0                 | 0                 | 16      |
| Hartplatz-Siege/-Niederlagen | 6:10              | 12:11             | 18:10             | 9:9               | 21:18             | 21:18             | 25:15             | 23:14             | 31:16             | 29:13             | 27:16             | 27:12             | 26:13             | 29:13             | 25:17             | 9:12              | 8:4               | 0:0               | 0:0               | 351:221 |
| Sand-Siege/-Niederlagen      | 0:2               | 7:4               | 5:2               | 1:1               | 8:5               | 8:5               | 7:4               | 5:5               | 10:6              | 6:5               | 8:5               | 10:7              | 4:7               | 8:10              | 2:1               | 1:3               | 0:0               | 0:0               | 0:0               | 82:67   |
| Rasen-Siege/-Niederlagen     | 3:2               | 4:2               | 0:1               | 0:0               | 5:1               | 5:1               | 6:3               | 5:2               | 4:3               | 4:2               | 4:3               | 8:2               | 6:1               | 1:1               | 0:0               | 1:4               | 0:1               | 0:0               | 0:0               | 56:29   |
| Teppich-Siege/-Niederlagen   | nicht genutzt     | nicht genutzt     | nicht genutzt     | nicht genutzt     | nicht genutzt     | nicht genutzt     | nicht genutzt     | nicht genutzt     | nicht genutzt     | nicht genutzt     | nicht genutzt     | nicht genutzt     | nicht genutzt     | nicht genutzt     | nicht genutzt     | 0:0               | 0:0               | 0:0               | 0:0               | 0:0     |
| Gesamt-Siege/-Niederlagen4   | 9:14              | 23:17             | 23:13             | 10:10             | 30:18             | 34:24             | 38:22             | 33:21             | 45:25             | 39:20             | 39:24             | 45:21             | 36:21             | 38:24             | 27:18             | 11:19             | 8:5               | 0:0               | 0:0               | 489:317 |
| Jahresendposition            | 173               | 41                | 24                | 25                | 19                | 10                | 17                | 19                | 11                | 19                | 14                | 14                | 18                | 19                | 34                | 144               | 106               | 843               | 967               | N/A     |

Zeichenerklärung: S = Turniersieg; F, HF, VF, AF = Einzug ins Finale / Halbfinale / Viertelfinale / Achtelfinale; 1R, 2R, 3R = Ausscheiden in der 1. / 2. / 3. Hauptrunde; RR = Round Robin (Gruppenphase);
PO = Playoff (Auf- und Abstiegsrunde in der Davis-Cup-Weltgruppe); n. a. = Turnier wurde in dem Jahr nicht ausgetragen
1 Das Turnier von Hamburg ist seit 2009 nicht mehr Teil der Masters-Serie.

2 Das Turnier von Stockholm fand nur von 1990 bis 1995 als Masters-Turnier statt.

3 Das Turnier von Stuttgart fand 1995 einmal in Essen statt und war davor nicht Teil der Masters-Serie.

4 Hier gelten nur – wie auch bei Finalteilnahmen und gewonnenen Titeln – Turniere der ATP Tour sowie die vier Grand-Slam-Turniere und die ATP Finals; d. h. keine Challenger- und Future-Turniere oder Mannschaftswettbewerbe (Davis Cup oder World Team Cup).
4 Letztere zählen jedoch in den Sieg/Niederlagen-Statistiken rein. Kurzfristige Rücktritte vom Match zählen weder zu den Turnierteilnahmen (wenn in der ersten Runde) noch zur Siegesbilanz.